# Ikebana Sanguetsu
Ikebana Sanguetsu é um estilo de Ikebana, que foi idealizado atraves da filosofia de Mokiti Okada,  por sua filha, a Sra. Itsuki Okada (Sandai-Sama). Caracteriza-se e diferencia-se dos outros estilos da Ikebana, pelo princípio de não se modificar sobremaneira os tamanhos, formatos das folhas e galhos utilizados. Tenta-se vivificar o arranjo floral de maneira mais natural possível, com as flores e galhos do jeito que são encontrados na Natureza.
É um estilo artístico de arranjos florais, de origem japonesa, vivificado por Mokiti Okada, com o objetivo de alegrar a vida, elevar o nível do sentimento e do espírito humano e harmonizar o ambiente.
É uma forma de Belo manifestado através da beleza das flores, recomendada por Mokiti Okada, para que fossem colocados em todos os lugares das residências, dos locais de trabalho, etc. Pois a influência positiva gerada pela beleza das flores  que compõem o arranjo, modificaria a atmosfera espiritual e material do ambiente, bem como o sentimento das pessoas, levando luz àqueles que a apreciam.
Mokiti Okada, criador deste estilo de Ikebana, costumava dizer: "Onde há flor, aflora luz." Esta frase é utilizada como um lema pelos praticantes desta arte floral.
A Ikebana Sanguetsu pertence à Fundação Mokiti Okada, que oferece cursos para aqueles que tem interesse em se aprofundar e aprender mais sobre esta arte.